# Venas del corazón
Se conocen con el nombre genérico de venas del corazón aquellas venas que drenan la sangre de los diversos tejidos que constituyen el corazón.
Las venas coronarias llevan la sangre pobre en oxígeno, desde el miocardio hasta la aurícula derecha. La mayor parte de la sangre de las venas coronarias vuelve a través del seno coronario. La anatomía de las venas del corazón es muy variable, pero generalmente está formada por las siguientes venas:
Las venas cardíacas que van al seno coronario: la vena cardíaca magna, la vena cardíaca media, la vena cardíaca menor, la vena posterior del ventrículo izquierdo, la vena de Marshall (también llamada vena oblicua de la aurícula izquierda).
Las venas cardíacas que van directamente a la aurícula derecha: las venas anteriores del ventrículo derecho, las venas cardíacas menores (venas de Tebesio).
Las venas del corazón principales son dos:
- la vena cardíaca magna o vena coronaria izquierda;
- la vena cardíaca menor o vena coronaria derecha.